# Idalus dilucida
Idalus dilucida är en fjärilsart som beskrevs av Rothschild 1910. Idalus dilucida ingår i släktet Idalus och familjen björnspinnare. Inga underarter finns listade i Catalogue of Life.